# Kill the Lights
Cet article concerne la chanson de la chanteuse américaine Britney Spears. Pour l'album du groupe The New Cities, voir The New Cities.
Singles de Britney Spears
Out from Under
(2008) Shattered Glass
(2008)
Pistes de Circus
Out from Under
(3) Shattered Glass
(5)
Kill the Lights est la quatrième chanson de Circus, le sixième album studio de la chanteuse américaine pop Britney Spears. Le titre a été écrit et composé par Marcella Araica, Luke Boyd, James Washington et Danja, et produit par ce dernier pour Blackout mais finalement choisi pour Circus.